# Quítxua
El quítxua és una família de llengües indígenes d'Amèrica del Sud. És parlada per uns 10 milions de quítxues a Colòmbia, Equador, el Perú, Bolívia, Xile i l'Argentina. En quítxua la llengua s'anomena Runa Simi (que vol dir 'la llengua de l'home') i, en castellà, quechua al Perú i a Bolívia, quichua a l'Equador, a Colòmbia i a l'Argentina.
Són llengües aglutinants molt regulars, que utilitzen multitud de prefixos, infixos i sufixos per a modificar el significat de l'arrel. La variació dialectal és actualment bastant forta, a causa de la incomunicació tradicional entre les diferents àrees en què es parla. S'hi poden identificar dos grups dialectals principals: el central o waywash, parlat a la regió central del Perú, i el perifèric o wamp'uy, parlat a l'àrea de Cusco, a Bolívia, a l'Equador i a l'Argentina.

## Nombre de parlants
Segons dades actualitzades el seu nombre de parlants és de:
- Perú (cens de 2017): 3.799.780 parlants com a primera llengua (13,6 % de la població), tot i que 5.176.809 persones s'identifiquen com a ètnicament quítxues (22,32 %)[2]
- Equador (cens de 2010): 591.448 parlants[3]
- Bolívia (cens de 2012): 1.837.105 parlants, el 18 % de la població.[4][5]
- Argentina: Segons dades de la Unesco els parlants podrien oscil·lar entre 80.000 i 100.000, sense comptar 1.400.000 parlants més entre els emigrants de Bolívia i Perú.[6][7]
- Xile: 6.175 parlants segons dades de cens de 2002 (no hi ha dades més actualitzades).[8]
- Colòmbia: parlat pels membres de l'ètnia inga (15.450 persones el 2005).[9]

### Perú

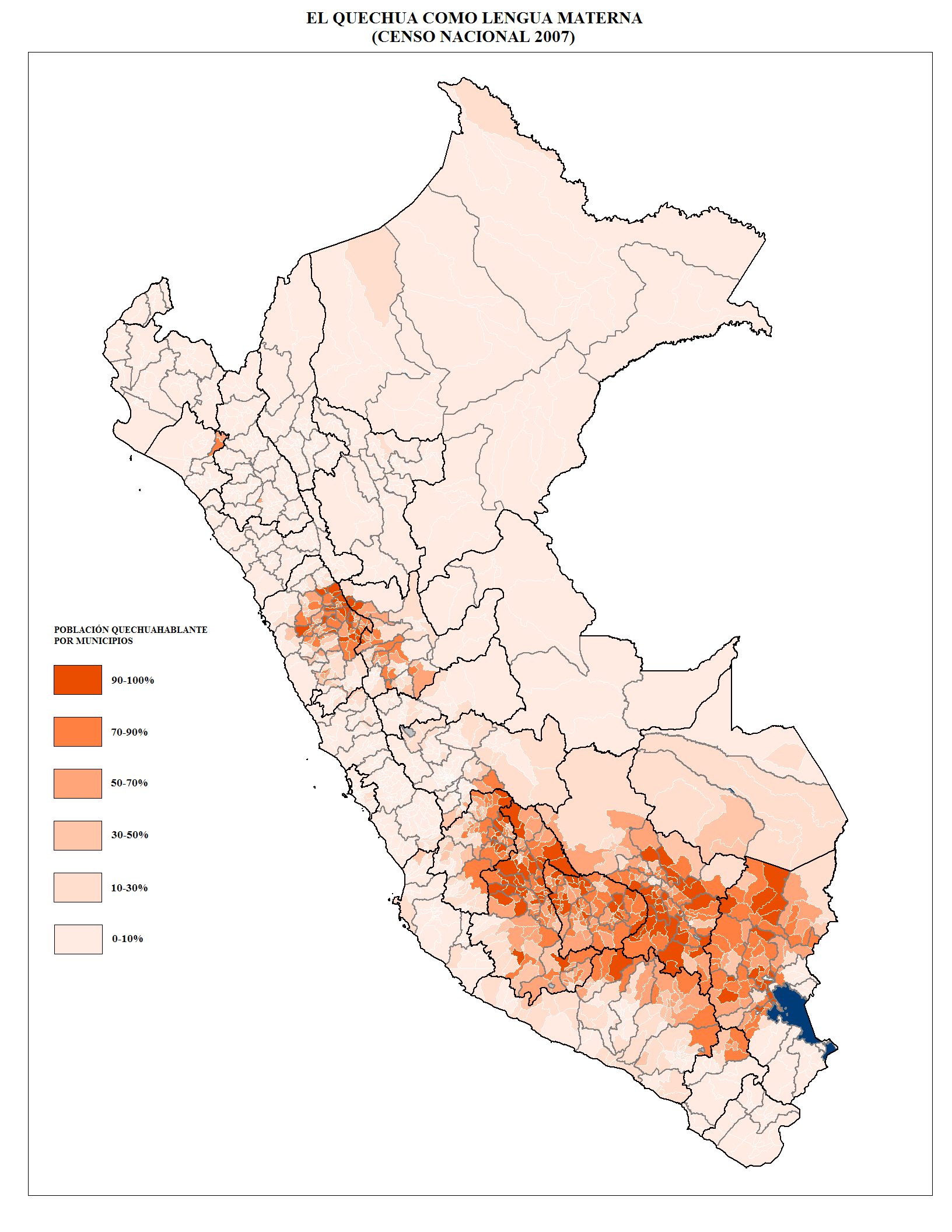
Distribució geogràfica de les persones amb el quítxua com a llengua materna per districtes

Segons el cens de 1993, hi havia 3.199.474 parlants de quítxua de més de 5 anys d'edat, el 16,6% de la població (els aimara eren 412.705, un 2,1% de la població); tanmateix, els percentatges no inclouen als parlants bilingües (Chirinos 2001: 35). D'ells 2.395.007 parlaven quítxua meridional i 695.888 parlaven quítxua central, 53.788 quítxua Wanka i 52.203 quítxua septentrional. El quítxua era present a les 24 regions del país, i aquelles on era més present eren Apurimac (76,6%), Ayacucho (70,6%), Huancavelica (66,5%), Cusco (63,2%) i Puno (43,2%).
Però a Can Quechua Survive? Anna Saroli cita el mateix cens proporcionat per l'Institut Nacional d'Estadística i Informàtica: Censos Nacionals, 1993, però estima que el nombre de parlants de quítxua és de 4.500.000, aproximadament un 19% de la població total, manifestant que la classificació lingüística de la població pel cens de 1993 està basada en la llengua materna de la gent entrevistada, i no en les llengües que es parlen veritablement a la llar. Segons un estudi del 2015, el 78% dels parlants de quítxua viu a l'interior del país (al centre i al sud hi viu el 64%), i el 46% prové de l'àmbit rural de diverses regions. El 82% dels parlants pertany al nivell socioeconòmic molt baix i només el 5% al mitjà alt. Endemés, el 66% dels parlants tenia 40 anys o més, i només l'11% tenia entre 18 i 24 anys (el 23% restant té entre 25 i 39 anys).
Segons el cens del 2017, hi havia al Perú 3.799.780 parlants com a primera llengua (13,6 % de la població), el que suposa un augment respecte al cens de 2007 (3.360.331 parlants i el 13,02 % de la població). D'aquests, uns 727.000 vivien a la regió de Lima, d'ells 107.000 al Districte de San Juan de Lurigancho. El percentatge de parlants segons els diferents districtes o regions fou:
| UBIGEO | Departament   | Població  | Població            | Població                | Ubicació |
| UBIGEO | Departament   | Cens 2017 | Parlants de quítxua | Parlants de quítxua (%) | Ubicació |
| ------ | ------------- | --------- | ------------------- | ----------------------- | -------- |
| 1      | Amazonas      | 379.384   | 820                 | 0,2 %                   |          |
| 2      | Áncash        | 1.083.519 | 301.744             | 30,5 %                  |          |
| 3      | Apurímac      | 405.759   | 261.849             | 70,8 %                  |          |
| 4      | Arequipa      | 1.382.730 | 227.600             | 17,9 %                  |          |
| 5      | Ayacucho      | 616.176   | 357.308             | 63,6 %                  |          |
| 6      | Cajamarca     | 1.341.012 | 6.975               | 0,6 %                   |          |
| 7      | Callao        | 994.494   | 49.923              | 5,5 %                   |          |
| 8      | Cusco         | 1.205.527 | 609.659             | 55,2 %                  |          |
| 9      | Huancavelica  | 347.639   | 206.087             | 65,2 %                  |          |
| 10     | Huánuco       | 721.047   | 185.799             | 28,4 %                  |          |
| 11     | Ica           | 850.765   | 51.494              | 6,7 %                   |          |
| 12     | Junín         | 1.246.038 | 153.795             | 13,6 %                  |          |
| 13     | La Libertad   | 1.778.080 | 5.573               | 0,3 %                   |          |
| 14     | Lambayeque    | 1.197.260 | 25.536              | 2,3 %                   |          |
| 15     | Lima          | 9.485.405 | 724.775             | 8,2 %                   |          |
| 16     | Loreto        | 883.510   | 4.154               | 0,5 %                   |          |
| 17     | Madre de Dios | 141.070   | 24.391              | 19,3 %                  |          |
| 18     | Moquegua      | 174.863   | 14.388              | 8,9 %                   |          |
| 19     | Pasco         | 254.065   | 24.943              | 10,8 %                  |          |
| 20     | Piura         | 1.856.809 | 3.313               | 0,2 %                   |          |
| 21     | Puno          | 1.172.697 | 464.231             | 42,9 %                  |          |
| 22     | San Martín    | 813.381   | 9.940               | 1,4 %                   |          |
| 23     | Tacna         | 329.332   | 10.580              | 3,5 %                   |          |
| 24     | Tumbes        | 224.863   | 593                 | 0,1 %                   |          |
| 25     | Ucayali       | 496.459   | 10.236              | 2,3 %                   |          |

### Bolívia

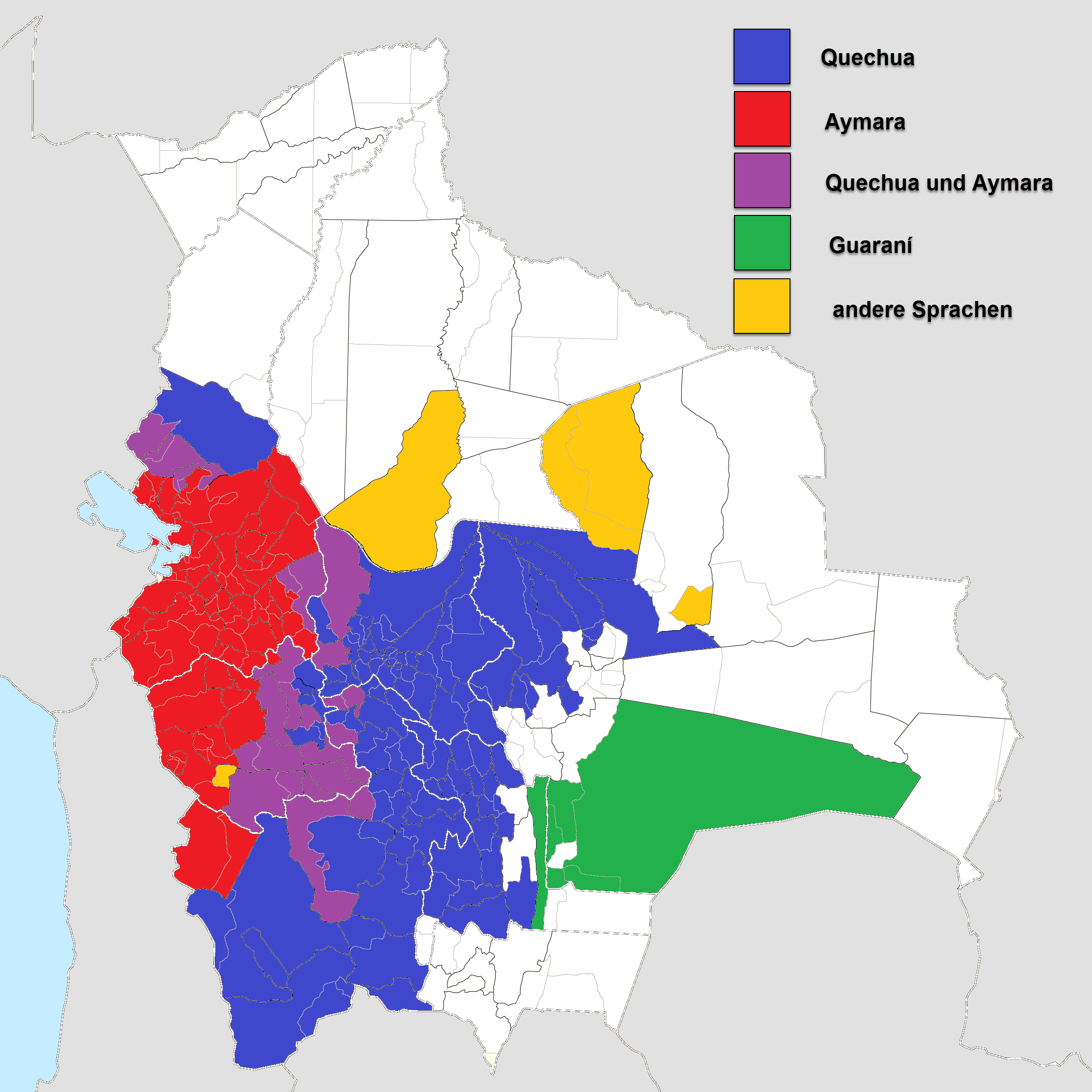
Mapa lingüístic de Bolívia, la zona de quítxua és de color blau.

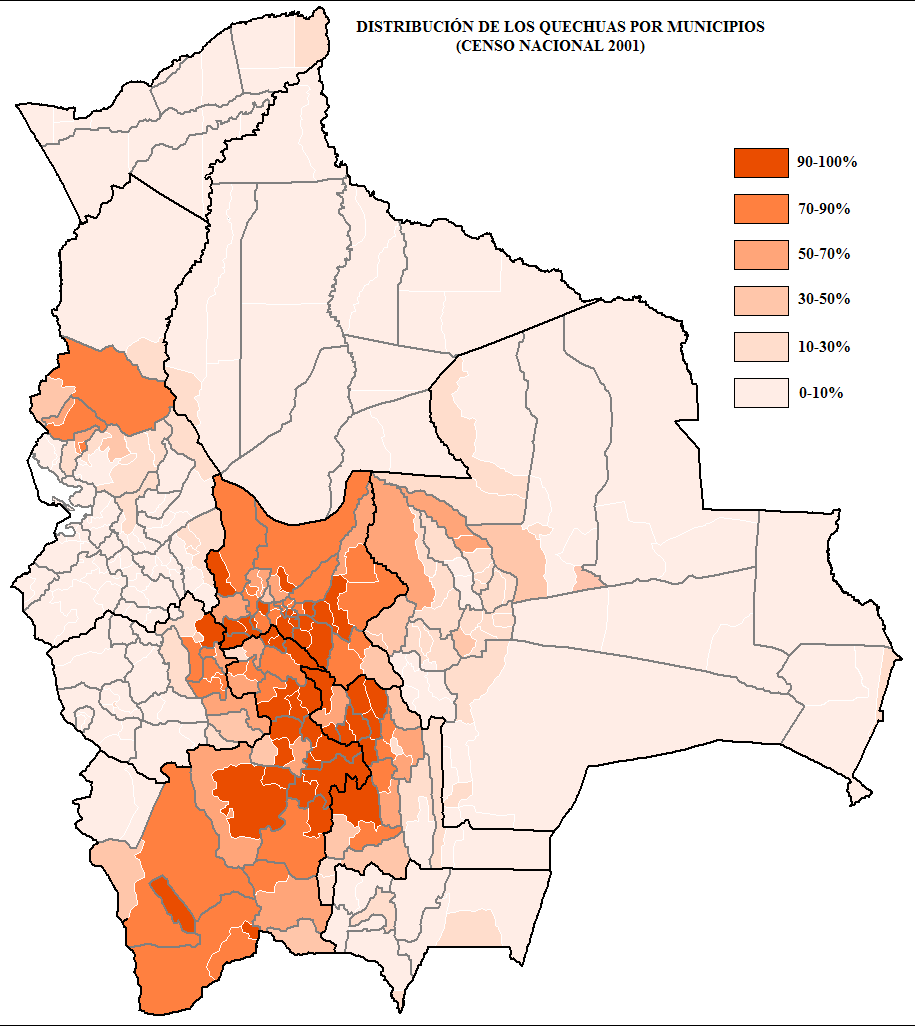
Distribució del quítxua per municipis

Segons el cens bolivià de 2012 hi havia 1.837.105 persones que es definien com a quítxues, de les quals 1.613.210 parlaven la llengua, el 18 % de la població. Es reparteixen en les següents regions:
| Departament | Població  | Població            | Població                | Ubicació |
| Departament | Cens 2012 | Parlants de quítxua | Parlants de quítxua (%) | Ubicació |
| ----------- | --------- | ------------------- | ----------------------- | -------- |
| Beni        | 261.500   | 4.345               | 1,66 %                  |          |
| Chuquisaca  | 476.200   | 194.464             | 40,84 %                 |          |
| Cochabamba  | 1.426.129 | 526.254             | 36,9 %                  |          |
| La Paz      | 2.199.911 | 61.349              | 2,78 %                  |          |
| Oruro       | 388.323   | 50.171              | 12,92 %                 |          |
| Pando       | 68.609    | 1.300               | 1,89 %                  |          |
| Potosí      | 676.390   | 342.880             | 50,69 %                 |          |
| Santa Cruz  | 1.913.160 | 141.412             | 7,39 %                  |          |
| Tarija      | 372.717   | 17.744              | 4,76 %                  |          |

### Equador
Segons el cens del 2010 hi havia 591.448 parlants de quítxua tot i que Álvarez i Montaluisa (2017, p. 68) els fan augmentar a 724.721 parlants. La majoria dels parlants són a les províncies de Chimborazo, Cotopaxi i Imbabura. Segons el cens de l'INEC, d'ells 109.000 eren situats a les sis províncies amazòniques (46.213 a Napo, 29.987 a Orellana, 17.211 a Pastaza,, 13.210 a Sucumbíos, 1.528 a Zamora Chinchipe i 810 a Morona Santiago).

### Xile
Segons el cens de Xile del 2017 hi havia 33.868 individus que s'identificaven com a quítxua, principalment a les comunes d'Ollagüe i Calama, a la Regió d'Antofagasta. Tot i que no hi ha dades fiables sobre l'ús i el coneixement de la llengua, es calcula que només el 20 % parla regularment la llengua (6.180 individus), sense comptar amb els emigrants bolivians i peruans establerts al país. Darrerament les autoritats han fomentat els tallers de conversa i un Consejo Lingüístico Quechua a 15 comunitats de la província d'El Loa.

## Història
El quítxua va ésser adoptat pels inques com la seva llengua i fou expandit per les conquestes inques i aviat es convertí en la llengua estàndard de comunicació a tots els Andes. La conquesta espanyola i, especialment, l'Església Catòlica, en promogué l'ús com a lingua franca per a la predicació a tota l'àrea andina. Amb l'arribada de la dinastia borbònica, però, es prohibí l'ús de la llengua oficialment. Els processos d'independència dels estats sud-americans, liderats per l'aristocràcia criolla, no modificaren la situació i, en general, el quítxua (com les altres llengües indígenes) fou deixat de banda de les reivindicacions nacionals. Els darrers anys hi ha una certa revalorització del quítxua a les comunitats indígenes del Perú, Bolívia i l'Equador.
Com que el quítxua no tenia escriptura abans de la conquesta, ens han arribat pocs testimonis de la literatura anteriors al 1530, només alguns fragments recollits pels primers cronistes. De l'època colonial cal destacar-ne el teatre, especialment l'obra Apu Ollantay, punt culminant de la literatura quítxua del segle xvii, o l'Atawallpaq puchukakuyninpa wankan ("La tragèdia de la fi d'Atahualpa"), de temàtica indígena, així com les versions de mites clàssics com el rapte de Prosèrpina.

## Classificació

Subgrups del quítxua

El lingüista històric Joseph Greenberg classificà el quítxua dins d'una família hipotètica que anomenà "ameríndia", la qual molts lingüistes consideren dubtosa. Greenberg el va classificar dins del subgrup andina, on també són l'aimara i l'araucà, entre moltes altres. Convencionalment, tanmateix, el quítxua és classificada com a família en si.
Malgrat que es solgui parlar del quítxua com una unitat, actualment és més típic entre experts descriure'l com una família de llengües diferents. De totes maneres, no hi ha acord sobre com dividir-la; el quítxua és un exemple de continu dialectal, un fenomen d'un conjunt de varietats lingüístiques, cadascuna intel·ligible amb les varietats parlades a prop però de poca mútua intel·ligibilitat amb varietats més llunyanes. Per això, no hi ha divisions entre els dialectes (o bé les llengües) quítxua.

## Gramàtica
Ordre dels mots:
SOV: Uwiha pumata qhawan : L'ovella mira el puma
Casos:
El quítxua té un sistema de casos molt ric. Prenem com a exemple el substantiu wasi, 'casa'. A partir d'aquest es poden afegir sufixos per expressar diferents funcions en les frases:
Nominatiu --: '-' - wasi: 'la casa'
Acusatiu -ta: '-' - wasita: 'la casa'
Comitatiu -wan: 'amb' - wasiwan: 'amb la casa'
Datiu -paq: 'a' - wasipaq: 'a la casa'
Genitiu -p: 'de' - wasip: 'de la casa'
Perlatiu/causatiu -rayku: 'per' - wasirayku: 'per la casa'
- Casos locatius:
-pi: 'a' - wasipi: 'a la casa'
-piwan: 'al costat' - wasipiwan: 'al costat de la casa'
-kama: 'fins a' - wasikama: 'fins a la casa'
-nta: 'a' - wasinta: 'per/a través de la casa'
-manta: 'des de' - wasimanta: 'des de la casa'; Qusqumanta 'des de Cuzco'
-man: 'cap a' - wasiman: 'cap a la casa'
Nombre:
El plural dels noms es fa afegint-hi el sufix -kuna: wasikuna: 'cases'. Així, wasikunamanta seria 'des de les cases'.